# Jeux asiatiques de 1998
Navigation
Édition précédente Édition suivante
Les XIIIe Jeux asiatiques se sont déroulés du 6 au 20 décembre 1998 à Bangkok, en Thaïlande. Ils ont rassemblé 6 554 participants de 41 pays asiatiques dans 36 disciplines et 2 sports de démonstration.

## Pays participants
Les délégations présentes sont désignées dans les résultats officiels par les codes pays établis par le Comité international olympique alors en vigueur en 1998. L'Arabie saoudite s'est retirée à la dernière minute de ces jeux alléguant un conflit d'horaire avec les célébrations du Ramadan, mais sans doute plutôt en représailles pour l'Affaire des bijoux saoudiens.
| - Bangladesh - Bahreïn - Birmanie - Bhoutan - Brunei - Cambodge - Chine - Corée du Nord - Corée du Sud - Émirats arabes unis - Hong Kong - Inde - Indonésie - Iran | - Jordanie - Japon - Kazakhstan - Kirghizistan - Koweït - Laos - Liban - Macao - Malaisie - Maldives - Mongolie - Népal - Oman - Ouzbékistan | - Pakistan - Palestine - Philippines - Qatar - Singapour - Sri Lanka - Syrie - Tadjikistan - Thaïlande - Turkménistan - Taipei chinois - Viêt Nam - Yémen |

## Sports
| - Athlétisme (résultats détaillés) - Aviron - Badminton - Baseball - Basket-ball - Billiard & snooker - Bowling - Boxe anglaise - Canoë - Cyclisme - Danse sportive - Équitation - Escrime (résultats détaillés) - Football - Golf | - Gymnastique - Gymnastique artistique - Gymnastique rythmique - Haltérophilie - Handball - Hockey sur gazon - Judo - Kabaddi - Karaté - Lutte - Muay thaï - Natation - Natation - Natation synchronisée - Plongeon - Water polo | - Rugby à XV - Sepak takraw - Softball - Soft tennis - Squash - Taekwondo - Tennis - Tennis de table - Tir - Tir à l'arc - Voile - Volley-ball - Volley-ball - Beach volley - Wushu |

## Tableau des médailles
- Pays organisateur (Thaïlande)

| Rang | Nation         | Or  | Argent | Bronze | Total |
| ---- | -------------- | --- | ------ | ------ | ----- |
| 1    | Chine          | 129 | 78     | 67     | 274   |
| 2    | Corée du Sud   | 65  | 46     | 53     | 164   |
| 3    | Japon          | 52  | 61     | 68     | 181   |
| 4    | Thaïlande      | 24  | 26     | 40     | 90    |
| 5    | Kazakhstan     | 24  | 24     | 30     | 78    |
| 6    | Taipei chinois | 19  | 17     | 41     | 77    |
| 7    | Iran           | 10  | 11     | 13     | 34    |
| 8    | Corée du Nord  | 7   | 14     | 12     | 33    |
| 9    | Inde           | 7   | 11     | 17     | 35    |
| 10   | Ouzbékistan    | 6   | 22     | 12     | 40    |
| 11   | Indonésie      | 6   | 10     | 11     | 27    |
| 12   | Malaisie       | 5   | 10     | 14     | 29    |